# Salon de l'automobile de Paris 1898
L' Exposition internationale d'automobiles de 1898, ultérieurement déclaré  premier salon de l'automobile par son organisateur, l'Automobile Club de France (ACF), est la première présentation publique de voitures motorisées organisée par l'ACF et de portée internationale. Elle s'est tenu dans la capitale française, au jardin des Tuileries, sur une surface de 2 500 m2 du 15 juin au 3 juillet. 232 modèles y ont été exposés par 269 exposants dont 77 constructeurs.
Elle accueille 140 000 personnes, un fort engouement populaire, alors que le nombre de voitures en circulation à l'époque est très faible (environ 2000).
Contrairement à une idée largement répandue, cet événement – auquel l'actuel salon Mondial de l'automobile de Paris fait remonter ses origines – n'a pas été la toute première exposition d'automobiles. A Paris, il a été précédé d'une Exposition de locomotion automobile organisée par le comité de la course Paris-Bordeaux-Paris du 6 au 20 juin 1895 (avec compétition d'automobiles le 11 juin) à la Galerie Rapp au Champ-de-Mars.
La deuxième édition de l' Exposition internationale de l'A.C.F. a eu lieu en 1899, au Jardin des Tuileries, comme la précédente. La troisième, qui a du être reportée au début de l'année 1901 en raison de l'exposition universelle de 1900, fut installée au Grand Palais, futur haut lieu du Salon de l'automobile, du cycle et des sports de Paris.

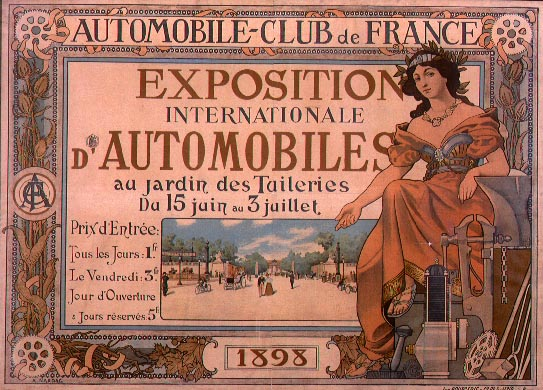
Affiche pour l'Exposition internationale d'automobiles, 1898, organisée au jardin des Tuileries par l'A.C.F.
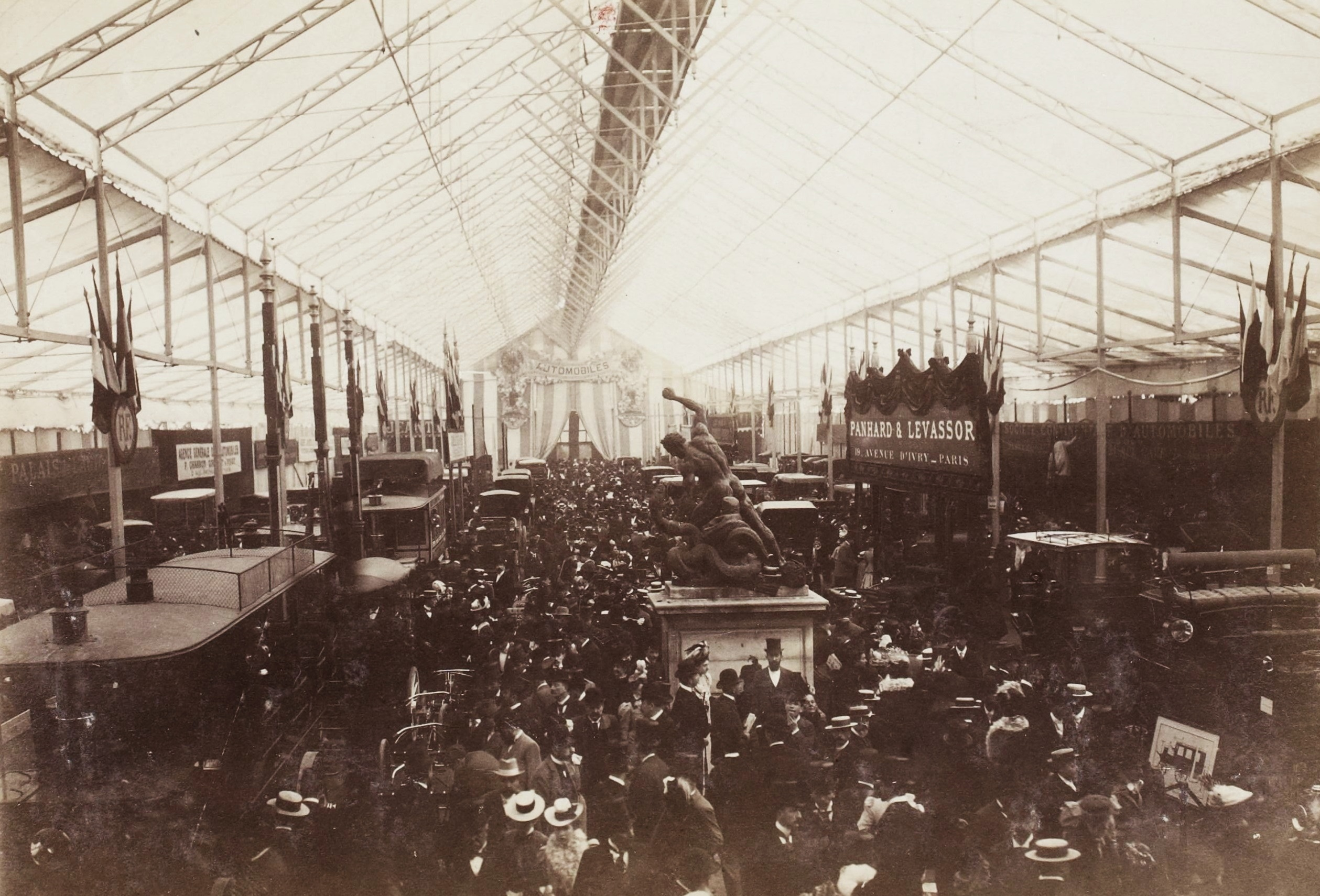
Vue intérieure du pavillon installé au jardin des Tuileries, avec aperçu de stands d'exposants en 1898. Photo: Jules Beau
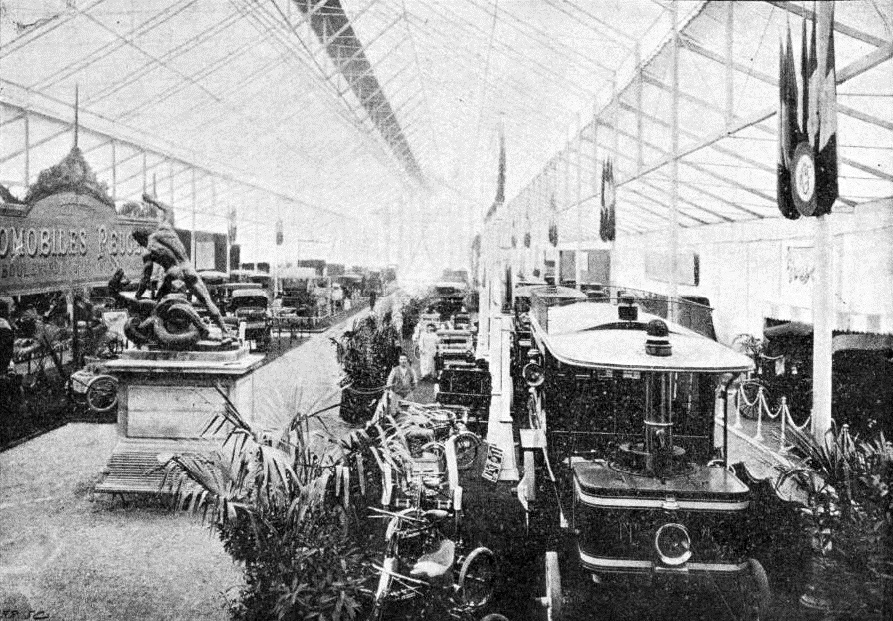
Vue intérieure de la deuxième Exposition internationale d'automobiles, 1899, jardin des Tuileries. Photo: Le Monde Illustré